# Voorzitter van de Ministerraad van de DDR

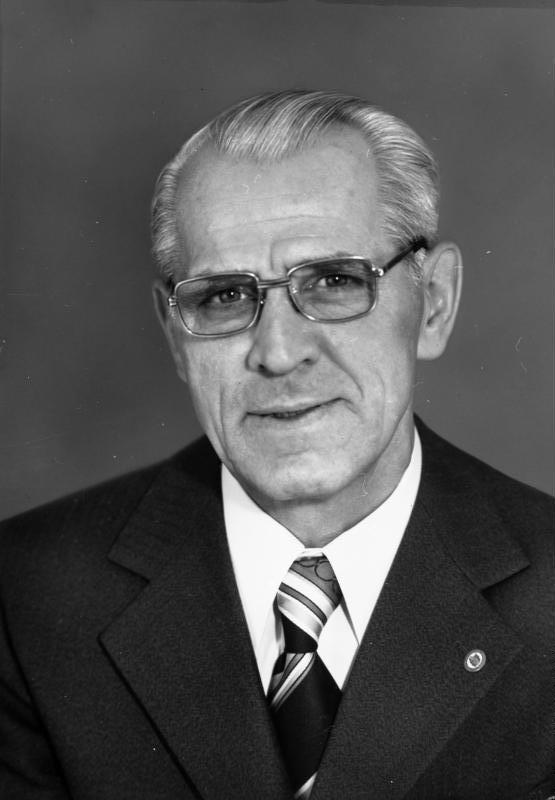
Willi Stoph (SED) bekleedde de functie van voorzitter van de ministerraad het langst: Van 1964 tot 1973 en van 1976 tot 1989

De functie van voorzitter van de ministerraad (Duits: Vorsitzender der Ministerrat) van de Duitse Democratische Republiek (Oost-Duitsland) kan worden vergeleken met die van minister-president of eerste minister. De functie bestond van 1950 tot 1990.
De voorzitter van de ministerraad werd bijgestaan door twee eerste plaatsvervangende voorzitters (1. Stellvertende Vorsitzende) en negen plaatsvervangende voorzitters (Stellvertretende Vorsitzende).
Van 1950 tot april 1990 werd de functie van voorzitter van de ministerraad alleen bekleed door een lid van de communistische Sozialistische Einheitspartei Deutschlands (SED, Socialistische Eenheidspartij van Duitsland), die tevens lid was van het Politbureau van die partij. Na de verkiezingsoverwinning van de Oost-Duitse CDU werd Lothar de Maizière van die partij op 12 april 1990 de eerste niet-communistische voorzitter van de ministerraad. Na de Duitse hereniging van oktober 1990 verdween de functie.